# Sostanza grigia
Per sostanza o materia grigia s'intende un tessuto costituito principalmente da corpi di neuroni. 
L'accezione grigia non corrisponde però a nessun reperto anatomico: tale "sostanza" si presenta infatti alla sezione (nonché alla colorazione di fissaggio) con vari colori, dal bianco, al rosa, all'azzurrino. Il tessuto fresco risulta distinguibile dalla sostanza bianca proprio per l'assenza di mielina, cosa che lo rende appena più scuro della controparte mielinizzata. 
Quest'ultima è invece costituita dagli assoni neuronali che, riuniti in fasci, vengono ricoperti da un lipide, la mielina.
Se nel midollo i corpi neuronali si trovano al centro della formazione, a livello dell'encefalo si dispongono anche in superficie, a formare la cosiddetta corteccia cerebrale.

## Midollo spinale
Nel midollo spinale la sostanza grigia assume in una sezione trasversale la forma riconducibile ad una H o ad una farfalla ed ha una posizione interna rispetto alla sostanza bianca. Nel complesso si considera la sostanza grigia come formata da due lamine simmetriche riunite da una commessura grigia, al cui interno vi è il canale centrale del midollo. Entrambe le lamine sono costituite da un corno anteriore ed un corno posteriore, riuniti da una massa intermedia.
Il corno anteriore è formato da neuroni responsabili delle funzioni motorie (motoneuroni α e motoneuroni γ), mentre il corno posteriore è dato da neuroni adibiti alla funzione sensitiva soprattutto tattile e dolorifica.
La sostanza grigia del midollo spinale è suddivisa in dieci lamine, ognuna caratterizzata da un gruppo di neuroni a funzione specifica.

## Encefalo
Nell'encefalo la sostanza grigia è disposta nei nuclei della base e nelle cortecce cerebellare e cerebrale.
Quest'ultima è la porzione più recente nell'evoluzione del sistema nervoso centrale.